# پی-کرسول
پی-کرسول (به انگلیسی: P-Cresol) با فرمول شیمیایی C7H8O یک ترکیب شیمیایی است. که جرم مولی آن 108.13 می‌باشد. شکل ظاهری این ترکیب، بلورهای منشوری بی‌رنگ است.